# Quận Jefferson, Illinois
Quận Jefferson là một quận thuộc tiểu bang Illinois, Hoa Kỳ.
Quận này được đặt tên theo. Theo điều tra dân số của Cục điều tra dân số Hoa Kỳ năm 2000, quận có dân số người. Quận lỵ đóng ở.

## Địa lý
Theo Cục điều tra dân số Hoa Kỳ, quận có diện tích km2, trong đó có km2 là diện tích mặt nước.

## Thông tin nhân khẩu
Theo điều tra dân số 2 năm 2000, quận đã có dân số 40.045 người, 15.374 hộ gia đình, và 10.561 gia đình sống trong quận hạt. Mật độ dân số là 70 người trên một dặm Anh vuông (27/km ²). Có 16.990 đơn vị nhà ở với mật độ bình quân 30 trên một dặm Anh vuông (11/km ²). Cơ cấu chủng tộc của dân cư sinh sống trong quận bao gồm 89,87% người da trắng, 7,83% da đen hay Mỹ gốc Phi, 0,21% người Mỹ bản xứ, 0,47% châu Á, Thái Bình Dương 0,01%, 0,45% từ các chủng tộc khác, và 1,16% từ hai hoặc nhiều chủng tộc. 1,33% dân số là người Hispanic hay Latino thuộc một chủng tộc nào. 25,0% là của Mỹ, Đức 20,5%, 12,8% người gốc Anh và 9,6% gốc Ailen theo điều tra dân số năm 2000. 97,5% nói người gốc Anh và 1,5% tiếng Tây Ban Nha là ngôn ngữ đầu tiên của họ.
Có 15.374 hộ, trong đó 31,1% có trẻ em dưới 18 tuổi sống chung với họ, 55,3% là đôi vợ chồng sống với nhau, 9,9% có nữ hộ và không có chồng, và 31,30% là không lập gia đình. 27,6% của tất cả các hộ gia đình đã được tạo ra từ các cá nhân và 13,0% có người sống một mình 65 tuổi hoặc lớn hơn. Cỡ hộ trung bình là 2,44 người, còn cỡ gia đình trung bình là 2,96 người.
Tháp tuổi dân cư sinh sống trong quận với tỷ lệ như sau: 24,2% ở độ tuổi dưới 18, 8,8% 18-24, 28,4% 25-44, 23,3% 45-64, và 15,3% từ 65 tuổi trở lên người. Độ tuổi trung bình là 38 năm. Đối với mỗi 100 nữ có 104,1 nam giới. Đối với mỗi 100 nữ 18 tuổi trở lên, đã có 104,1 nam giới.
Thu nhập trung bình cho một hộ gia đình trong quận đã đạt mức USD 33.555 và thu nhập trung bình cho một gia đình là USD 41.141. Phái nam có thu nhập trung bình USD 34.089 so với 21.015 USD của phái nữ. Thu nhập bình quân đầu người đạt mức 16.644 USD. Có 9,1% của các gia đình và 12,30% dân số sống dưới mức nghèo khổ, bao gồm 14,0% những người dưới 18 tuổi và 11,8% của những người 65 tuổi hoặc hơn.